# Patranomodon
Patranomodon (van het Grieks πατρ- patr- 'vader', dus 'vader van de anomodonten') is een geslacht van uitgestorven therapsiden, behorend tot de Anomodontia, een groep van herbivoren uit de Therapsida. De soort leefde tijdens het Midden-Perm in zuidelijk Afrika. Rubidge en Hopson gaven deze anomodont in 1990 een naam na de ontdekking van zijn schedel. Patranomodon komt voor in de Karoo van zuidelijk Afrika. 

## Kenmerken
Patranomodon was een schedel van 55 centimeter lang en een kopromplengte van ongeveer 30 centimeter, waarmee het dier het formaat van een gewone hamster had. Patranomodon had een korte snuit en het gebit was aangepast om te kauwen.

## Verwantschap
Patranomodon is het meest basale taxon van de Chainosauria. Tot deze groep binnen de Anomodontia behoren ook de Dicynodontia, de dominante herbivoren van het Laat-Perm en Vroeg-Trias. Patranomodon leefde in dezelfde periode en regio als Eodicynodon, de vroegst bekende dicynodont.

## Ontdekking en geschiedenis
Patranomodon werd in 1990 beschreven aan de hand van een schedel, onderkaak en een deel van het skelet. De skeletresten omvatten wervels, ribben, een spaakbeen, ellepijp en dijbeen, en het bekken. De fossiele schedel van Patranomodon werd gevonden in de Eodicynodon Assemblage Zone van de Abrahamskraal-formatie van Zuid-Afrika, die behoort tot de laagste biozone van de Beaufortgroep, nabij Prins Albert in de Zuid-Afrikaanse provincie West-Kaap. De periode van de Beaufortgroep beslaat het Midden-Perm tot het Vroeg-Trias. Het is een van de drie hoofdonderverdelingen van de Karoosupergroep in wat tegenwoordig zuidelijk Afrika is. Rubidge en Hopson ontdekten als eersten de schedel van Patranomodon. Deze paleobiologen gaven Patranomodon ook een naam en waren de eersten die er vanaf 1990 literatuur over publiceerden. De meest overvloedige overblijfselen van Patranomodon werden gevonden op de Oostkaap van Zuid-Afrika, maar er werden ook fossiele resten gevonden in Europa, China en India, wat duidt op migratie onder deze op het land levende dieren. De paleontoloog John Nyaphuli verzamelde het fossiel van dit dier in Zuid-Afrika en gaf het de soortnaam Patranomodon nyaphuli. De afzettingen waarin het fossiel gevonden is, dateren uit het Wordien in het Midden-Perm met een ouderdom van ongeveer 266 tot 268 miljoen jaar.

## Paleobiologie
Patranomodon hebben een korte uitstulping van hun palatijn en voorkaak, wat een korter aangezicht oplevert in vergelijking met andere anomodonten. Dit geeft Patranomodon een kortere gelaatsstructuur, korter in lengte en kleiner in formaat. Ze hebben ook een gereduceerd tabula, een spleetachtige interpterygoïde holte, drie sacrale wervels en een schroefvormige kaak. Het geslacht heeft veel kenmerken die wijzen op herbivoor gedrag: de verdeling van de externe adductorspieren in de kaak in twee afzonderlijke componenten, de mediale en laterale zijde, en het toepassen van een propalinale kaakbeweging tijdens het voeden met plantaardig materiaal.
De tandvorming van Patranomodon maakte het mogelijk om te pletten en te malen terwijl de kaken zich verbonden en bewogen. Andere aspecten zijn verbreding van de palatinale gebieden voor het afbreken van plantaardig materiaal tijdens het voeden, verbreding van de externe adductoren, het hoger opstaande kaakscharnier, vermindering van het aantal en de grootte van de tanden en het verkrijgen van een hoorn die tot aan de kaak reikt. De overgang van zijn carnivore voorouder naar de herbivore Patranomodon gebeurde snel in vergelijking met de levensduur van de soorten anomodonten.

## Paleo-ecologie
Het milieu tijdens het Lopingien van het Perm, toen Patranomodon op aarde rondzwierf, was doorgaans aquatisch, met overvloedige neerslag geconcentreerd in de bergen en hoogvlakten van landgebieden. In deze periode viel er veel neerslag. Er waren tijden van een warm, vochtig, broeikasachtig klimaat met bodemerosie en stagnatie in de wetlands, wat mogelijk heeft geleid tot de massa-uitstervingen in het Midden- en Laat-Perm. Deze milieuomstandigheden creëerden barre leefomstandigheden voor op het land levende dieren, waarvan sommige uitstierven. Het massale uitsterven trof de meeste op het land en in het water levende soorten, maar de op het land levende soorten evolueerden sterk na het massale uitsterven.
Patranomodon was een van de vroege op het land levende soorten die evolueerden uit de volledig aquatische omgevingen. Overstromingen waren de belangrijkste reden voor sedimentafzettingen, samen met overlopende rivieren door smeltende ijskappen. Fossilisatie vereiste specifieke factoren die het behoud van harde weefsels zoals botten mogelijk maakten. In zuidelijk Afrika, waar Patranomodon leefde tijdens het Laat-Perm, vond waarschijnlijk migratie plaats als gevolg van de progressieve klimaatuitdroging en het krimpen van het bekken. Deze migratie vond plaats in noordelijke richting naar warmere omgevingen. Bewijs voor migratie wordt ook gevonden in de verspreiding van fossielen van bepaalde anomodonten noordwaarts vanaf de zuidelijke kaap van Afrika.
De Beaufortgroep, waar Patranomodon in het fossielenbestand werd gevonden, domineerde het grootste deel van het bekken met fluviatiele sedimentatie. Tijdens het Perm werden Europa, Afrika, Azië, Amerika en Antarctica samengevoegd in het ene grote supercontinent Pangea. Verspreide fossielen van anomodonten leveren bewijs voor deze enorme landmassa en voor migratie van het ene uiteinde van de landmassa naar het andere. Fluviatiele sedimentatie verwijst naar het sediment dat wordt meegevoerd door stromen en rivieren die zich afzetten in landvormen, waardoor de fossiele schedel van Patranomodon bewaard is gebleven. Deze stromen en rivieren werden waarschijnlijk gevormd door ijsmassa's zoals gletsjers.